# Klement XI.
Klement XI., rodným jménem Giovanni Francesco Albani (23. července 1649 Urbino – 19. března 1721 Řím) byl 243. papež katolické církve (1700–1721).

## Život
Přestože se narodil v Itálii, jeho rodina pocházela z Albánie z rodu Skanderbegových válečníků, do Itálie přišla v 15. století. Jako papež Albánii podporoval a zasazoval se o obranu křesťanství v této oblasti. Za jeho pontifikátu byla též vydána monumentální církevní historie Balkánu, nazvaná Illyricum Sacrum, dodnes pokládaná za jeden z hlavních zdrojů informací o dějinách Albánie.
V roce 1701 založil v Římě Papežskou diplomatickou akademii.
Na přelomu let 1708–1709 vzplanul mezi Klementem XI. a císařem Josefem I. poslední ozbrojený konflikt v dějinách papežství (i císařství). Důvodem konfliktu byla papežská podpora habsburských protivníků ve Válce o španělské dědictví. Tento konflikt však neměl dlouhé trvání a po pár týdnech, v době demonstrativního tažení císařské armády na Řím, byl 15. ledna 1709 uzavřen mír. Papež se zavázal nezasahovat do mezinárodních konfliktů a císařské vojsko odtáhlo.